# LaPlace
|  | Per a altres significats, vegeu «Laplace». |

LaPlace és una població dels Estats Units a l'estat de Louisiana. Segons el cens del 2000 tenia 27.684 habitants.

## Història

### Andouille
L'andouille és un embotit fumat de porc originat a França, és popular a LaPlace i per tota Louisiana; però durant els 70 l'aleshores governador Edwin Edwards va proclamar LaPlace la "capital oficial i mundial de l'andouille". Des de 1972, a LaPlace se celebra un Festival de l'Andouille cada octubre. En el seu programa Feasting on Asphalt, el xef de televisió Alton Brown va visitar LaPlace i va provar l'andouille.

## Demografia
Segons el cens del 2000, LaPlace tenia 27.684 habitants. La densitat de població era de 497,2 habitants/km².
Per edats la població es repartia de la següent manera: un 31,2% tenia menys de 18 anys, un 9,4% entre 18 i 24, un 31,6% entre 25 i 44, un 21,3% de 45 a 60 i un 6,5% 65 anys o més.
L'edat mediana era de 32 anys. Per cada 100 dones de 18 o més anys hi havia 93,8 homes.
La renda mediana per habitatge era de 45.103 $ i la renda mediana per família de 50.024 $. Els homes tenien una renda mediana de 39.304 $ mentre que les dones 23.277 $. La renda per capita de la població era de 17.090 $. Entorn del 9,9% de les famílies i el 12,1% de la població estaven per davall del llindar de pobresa.